# Капитолий штата Вайоминг
Капито́лий шта́та Вайо́минг (англ. Wyoming State Capitol) находится в городе Шайенн — столице штата Вайоминг. В нём проводит свои заседания легислатура штата Вайоминг, состоящая из Палаты представителей и Сената штата Вайоминг.

## История и архитектура
Работы по строительству Капитолия Вайоминга были начаты в сентябре 1886 года, а краеугольный камень был заложен 18 мая 1887 года. Строительство Капитолия было завершено в 1890 году — в тот год, когда Вайоминг стал штатом США. В 1915—1917 годах были достроены крылья Капитолия, в которых расположились залы заседаний Сената и Палаты представителей штата. Зал заседаний Палаты представителей находится на втором этаже в восточном крыле, а Палата Сената — в западном крыле.
Архитекторы — Дэвид Гиббс (основное здание, 1886—1990) и Уильям Дюбуа (крылья, 1915—1917).
Архитектурный стиль Капитолия относится к французскому ренессансу. Его центральная часть с портиком и куполом напоминает парижский Дом инвалидов. Капитолий имеет три с половиной этажа, около 90 м в длину и от 25 до 34 м в ширину. Высота крыши Капитолия — 18 м, а с куполом и шпилем — 44,5 м.
Для нижней части капитолия использовался песчаник, добываемый в Форт-Коллинсе (Колорадо), а для верхней части — серый песчаник из каменоломен у Ролинса (Вайоминг).
29 января 1973 года Капитолий штата Вайоминг был внесён в Национальный реестр исторических мест США под номером 73001935, а 4 мая 1987 года он получил статус Национального исторического памятника США.
В 2014 году легислатура Вайоминга одобрила проект обновления Капитолия и прилегающей к нему территории — The Capitol Square Project. Проект, который был осуществлён в 2016—2019 годах, включал в себя масштабную реставрацию внутренних помещений и инфраструктуры Капитолия, а также строительство дополнительного подземного комплекса.

## Фотогалерея
- Западный фасад Капитолия
- Зал заседаний
- Внутренний вид купола
- Стеклянный потолок